# Корридония
Корридония (итал. Corridonia) — коммуна в Италии, располагается в регионе Марке, в провинции Мачерата.
Население составляет 15 118 человек (2008 г.), плотность населения составляет 244 чел./км². Занимает площадь 62 км². Почтовый индекс — 62014. Телефонный код — 0733.
Покровителями коммуны почитаются святые апостолы Пётр и Павел, празднование 29 июня.

## Демография
Динамика населения:

## Администрация коммуны
- Официальный сайт: http://www.comune.corridonia.mc.it/